# 山本政喜
山本 政喜（やまもと まさき、1899年（明治32年）4月20日 - 1960年（昭和35年）4月7日）は、日本の英文学者・翻訳家。筆名・柾 不二夫（まさき ふじお）。息子にロシア文学者の川端香男里、娘に美術史家の若桑みどりがいる。

## 人物
福岡県出身。荒吉の四男。旧制第一高等学校を経て、1924年に東京帝国大学文学部英文科を卒業。1929年ごろから、「柾不二夫」のペンネームで『戦旗』『ナップ』にアメリカの左翼活動記事を翻訳紹介した。1932年、プロレタリア科学研究所マルクス主義芸術学研究会同人となった。明治大学講師を経て1946年、法政大学予科教授に就任した。趣味は野球。住所は東京都世田谷区代田。

## 家族・親族
山本家
- 妻・ふじゑ（1898年 - 没年不詳）[2]
- 長男・阿母里（1922年 - 2002年）[3]
- 二男・思外里[2]（ジャーナリスト、1929年 - ）
- 三男・香男里[2]（ロシア文学者、1933年 - 2021年）
- 長女・ひかり（1927年 - 消息不詳）[2]
- 二女・みどり[2]（1935年 - 2007年、美術史家）

## 著書

### 単著
- 『民族経済地理』三教書院、1943年9月。NDLJP:1276328。

### 翻訳
- サミュエル・バトラー『エレホン 山脈を越えて』岩波書店〈岩波文庫〉、1935年2月。
- ハーバート・ジョージ・ウェルズ『世界文化小史』三笠書房〈文化と技術叢書 7〉、1935年2月。
- ジョージ・ゴードン・バイロン「ベツポー・アビドスの花嫁」『バイロン全集』 第2巻、那須書房、1936年5月。
- ハーバート・ジョージ・ウェルズ『青春の幸福 恋愛新道』第一書房、1936年10月。
- ボウク・カーター『アメリカの反省』三教書院、1940年4月。
- ビー・トレイヴン『海を歩く男』三教書院、1940年10月。
- ビー・トレイヴン『山の宝』三教書院、1940年11月。NDLJP:1149737。
- ヂェイムズ・L・H・ペツク『翼ある軍隊』三教書院、1941年4月。
- ヂエイムズ・ハーボウル『軍陣外科襍記』山雅房〈綜合医学新書〉、1941年12月。
- ラシュブルック・ウイリヤムズ『インドの政治と経済』世界経済調査会、1942年3月。
- エルネスト・ディムネ『考へる技術』三教書院、1942年6月。
- マクス・ミラー『ベーリング海の霧と人』生活社、1942年6月。
- G.H.ウイルキンス『濠洲の土と人』生活社、1942年7月。
- ロウエル・トマス『ハイバル峠を越ゆ』三教書院、1942年10月。
- チャールズ・ディケンズ『クリスマス・カロル』ひじかたしげみ装幀・挿絵、季節社、1948年11月。NDLJP:1168411。
- シェリー夫人『巨人の復讐 フランケンシュタイン』新人社〈世界大衆文学全集 11〉、1948年11月。
- セギュール夫人『学問のあるロバの話』実業之日本社〈世界名作文庫〉、1949年4月。
- ジャック・ロンドン『白い牙』万有社、1950年3月。
- ローレンス・グールド『幸福論』新人社、1950年6月。
- ジヤック・ロンドン『奈落の人々』万有社、1950年11月。
- ジャック・ロンドン『白牙物語』筑摩書房〈中学生全集 24〉、1951年1月。
- チャールズ・ディケンズ『炉辺のこおろぎ』南雲堂、1951年9月。
- チャールズ・ディケンズ『大いなる遺産』 上巻、角川書店〈角川文庫〉、1952年。
- チャールズ・ディケンズ『大いなる遺産』 中巻、角川書店〈角川文庫〉、1952年。
- チャールズ・ディケンズ『大いなる遺産』 下巻、角川書店〈角川文庫〉、1952年。
- エドワード・ベラミー『顧りみれば』岩波書店〈岩波文庫〉、1953年2月。
- ジャック・ロンドン『荒野の呼び声』角川書店〈角川文庫〉、1953年4月。
- ジャック・ロンドン『白い牙』角川書店〈角川文庫〉、1953年4月。
- シェリー夫人『フランケンシュタイン』角川書店〈角川文庫 629〉、1953年9月。
- ローレンス・グールド『あなたは幸福ですか？ 二十世紀幸福論』創芸社、1953年。
- L.S. Hyde『ギリシャ神話』南雲堂、1954年3月。
- アーネスト・ディムネ『生活の哲学 思考の技術』創芸社、1954年。
- B.トレイヴン『黄金』早川書房、1954年。
- エラリー・クイーン『スペイン岬の秘密』早川書房〈世界探偵小説全集〉、1955年2月。
- ジャック ロンドン『海の狼・荒野の呼び声』三笠書房〈百万人の世界文学 14〉、1955年6月。
- サミュエル・バトラー『肉なるものの道』 上巻、新潮社〈新潮文庫〉、1958年。
- サミュエル・バトラー『肉なるものの道』 下巻、新潮社〈新潮文庫〉、1958年。

### 共訳
- マイケル・ゴウルド 著、柾不二夫・村山知義 訳『一億二千万』世界社、1930年6月。
- マイケル・ゴウルド 著、阪井徳三・柾不二夫 訳『アメリカ・プロレタリア文学評論』往来社、1931年10月。